# Волновое уравнение
Волновое уравнение в физике — линейное гиперболическое дифференциальное уравнение в частных производных, задающее малые поперечные колебания тонкой мембраны или струны, а также другие колебательные процессы в сплошных средах (акустика, преимущественно линейная: звук в газах, жидкостях и твёрдых телах) и электромагнетизме (электродинамике). Находит применение и в других областях теоретической физики, например при описании гравитационных волн. Является одним из основных уравнений математической физики.

## Вид уравнения
В многомерном случае однородное волновое уравнение записывается в виде
где {\displaystyle \Delta } — оператор Лапласа, {\displaystyle u=u(x,t)} — неизвестная функция, {\displaystyle t\in \mathbb {R} } — время, {\displaystyle x\in \mathbb {R} ^{n}} — пространственная переменная, {\displaystyle v} — фазовая скорость.
Приведённые выкладки, конечно же, можно обобщить и на многомерные случаи. Итак.
Пусть дано уравнение плоской волны:
{\displaystyle A({\vec {r}},t)=A_{0}cos\left(\omega t-({\vec {k}},{\vec {r}})+\varphi _{0}\right),}
где
- {\displaystyle A(x,t)} — величина возмущения в данной точке пространства {\displaystyle x} и времени {\displaystyle t};
- {\displaystyle A_{0}} — амплитуда волны;
- {\displaystyle \omega } — круговая частота;
- {\displaystyle {\vec {k}}} — волновой вектор, равный {\displaystyle k{\vec {n}}}

где
- {\displaystyle k} — волновое число;
- {\displaystyle {\vec {n}}} — единичный вектор нормали, проведённый к волновому фронту

- {\displaystyle {\vec {r}}\left(x,y,z\right)} — радиус-вектор точки с координатами {\displaystyle x,y} и {\displaystyle z};
- {\displaystyle ({\vec {k}},{\vec {r}})} — скалярное произведение векторов {\displaystyle {\vec {k}}} и {\displaystyle {\vec {r}}}. Здесь и далее скалярное произведение будет обозначаться таким образом;
- {\displaystyle \varphi _{0}} — начальная фаза колебаний.

Продифференцируем его по {\displaystyle x}, по {\displaystyle y}, по {\displaystyle z} и по {\displaystyle t}.  Получим четыре уравнения:
{\displaystyle \left\{{\begin{matrix}{\cfrac {\partial ^{2}A({\vec {r}},t)}{\partial t^{2}}}=-\omega ^{2}A_{0}cos\left(\omega t-({\vec {k}},{\vec {r}})+\varphi _{0}\right)=-\omega ^{2}A({\vec {r}},t)\qquad \left(1\right)\\{\cfrac {\partial ^{2}A({\vec {r}},t)}{\partial x^{2}}}=-k_{x}^{2}A_{0}cos\left(\omega t-({\vec {k}},{\vec {r}})+\varphi _{0}\right)=-k_{x}^{2}A({\vec {r}},t)\qquad \left(2\right)\\{\cfrac {\partial ^{2}A({\vec {r}},t)}{\partial y^{2}}}=-k_{y}^{2}A_{0}cos\left(\omega t-({\vec {k}},{\vec {r}})+\varphi _{0}\right)=-k_{y}^{2}A({\vec {r}},t)\qquad \left(3\right)\\{\cfrac {\partial ^{2}A({\vec {r}},t)}{\partial z^{2}}}=-k_{z}^{2}A_{0}cos\left(\omega t-({\vec {k}},{\vec {r}})+\varphi _{0}\right)=-k_{z}^{2}A({\vec {r}},t)\qquad \left(4\right)\end{matrix}}\right.}
Сложим {\displaystyle \left(2\right),\left(3\right)} и {\displaystyle \left(4\right):}
{\displaystyle {\cfrac {\partial ^{2}A({\vec {r}},t)}{\partial x^{2}}}+{\cfrac {\partial ^{2}A({\vec {r}},t)}{\partial y^{2}}}+{\cfrac {\partial ^{2}A({\vec {r}},t)}{\partial z^{2}}}=-(k_{x}^{2}+k_{y}^{2}+k_{z}^{2})A({\vec {r}},t)=-{\vec {k}}^{2}\cdot A({\vec {r}},t)}
Из полученного уравнения и уравнения {\displaystyle \left(1\right),} заменив {\displaystyle {\cfrac {k^{2}}{\omega ^{2}}}={\cfrac {1}{v^{2}}},} получаем, что
{\displaystyle {\cfrac {\partial ^{2}A({\vec {r}},t)}{\partial x^{2}}}+{\cfrac {\partial ^{2}A({\vec {r}},t)}{\partial y^{2}}}+{\cfrac {\partial ^{2}A({\vec {r}},t)}{\partial z^{2}}}={\cfrac {1}{v^{2}}}\cdot {\cfrac {\partial ^{2}A({\vec {r}},t)}{\partial t^{2}}}\Leftrightarrow \Delta A({\vec {r}},t)={\cfrac {1}{v^{2}}}\cdot {\cfrac {\partial ^{2}A({\vec {r}},t)}{\partial t^{2}}}}
В одномерном случае уравнение называется также уравнением колебания струны или уравнением продольных колебаний стержня и записывается в виде
Данное уравнение можно трактовать следующим образом. Вторая производная координаты по времени — сила (второй закон Ньютона) — пропорциональна кривизне струны (вторая производная по координате). Иными словами, чем выше кривизна "горбов" на струне (чем более острые "горбы"), тем большая сила растягивает данный участок струны.

### Оператор Д’Аламбера
Разность {\displaystyle \Delta -{\frac {1}{v^{2}}}{\frac {\partial ^{2}}{\partial t^{2}}}} называется оператором Д’Аламбера и обозначается как {\displaystyle \square } (разные источники используют разный знак).
Таким образом, с использованием оператора Д’Аламбера (даламбертиана) однородное волновое уравнение записывается как
{\displaystyle \square u=0}

### Неоднородное уравнение
Допустимо также рассматривать неоднородное волновое уравнение
{\displaystyle {\frac {\partial ^{2}u}{\partial t^{2}}}=v^{2}\Delta u+f},
где {\displaystyle f=f(x,t)} — некая заданная функция внешнего воздействия (внешней силы).
Стационарным вариантом волнового уравнения является уравнение Лапласа (уравнение Пуассона в неоднородном случае).
Задача нахождения нормальных колебаний системы, описываемой волновым уравнением, приводит к задаче на собственные значения для уравнения Лапласа, то есть к нахождению решений уравнения Гельмгольца, получающегося подстановкой {\displaystyle u(x,t)=U(x)e^{i\omega t}\ } или {\displaystyle u(x,t)=U(x)\,\mathop {\rm {cos}} \,(\omega t)\ }.

## Решение волнового уравнения
Существует аналитическое решение гиперболического уравнения в частных производных. В евклидовом пространстве произвольной размерности оно называется формулой Кирхгофа. Частные случаи: для колебания струны ({\displaystyle \mathbb {R} ^{1}}) — формула Д’Аламбера, для колебания мембраны ({\displaystyle \mathbb {R} ^{2}}) — формула Пуассона.

### Формула Д'Аламбера
Решение одномерного волнового уравнения (здесь {\displaystyle v=a} — фазовая скорость)
{\displaystyle u_{tt}=a^{2}u_{xx}+f(x,t)\quad } (функция {\displaystyle f(x,t)} соответствует вынуждающей внешней силе)
с начальными условиями
{\displaystyle u(x,0)=\varphi (x),\quad u_{t}(x,0)=\psi (x)}
имеет вид
{\displaystyle u(x,t)={\frac {\varphi (x+at)+\varphi (x-at)}{2}}+{\frac {1}{2a}}\int \limits _{x-at}^{x+at}{\psi (\alpha )d\alpha }+{\frac {1}{2a}}\int \limits _{0}^{t}\int \limits _{x-a(t-\tau )}^{x+a(t-\tau )}f(s,\tau )dsd\tau }
Интересно заметить, что решение однородной задачи
{\displaystyle u_{tt}=a^{2}u_{xx}},
имеющее следующий вид:
{\displaystyle u(x,t)={\frac {\varphi (x+at)+\varphi (x-at)}{2}}+{\frac {1}{2a}}\int \limits _{x-at}^{x+at}{\psi (\alpha )d\alpha }},
может быть представлено в виде
{\displaystyle u(x,t)=f_{1}(x+at)+f_{2}(x-at)},
где
{\displaystyle f_{1}(x)={\frac {\varphi (x)}{2}}+{\frac {1}{2a}}\int \limits _{0}^{x}{\psi (\alpha )d\alpha },\qquad f_{2}(x)={\frac {\varphi (x)}{2}}+{\frac {1}{2a}}\int \limits _{x}^{0}{\psi (\alpha )d\alpha }}.
В таком случае говорят, что решение представлено в виде суммы бегущих волн, а функции {\displaystyle f_{1}(x)} и {\displaystyle f_{2}(x)} — это профили волн, бегущих, соответственно, влево и вправо. В рассматриваемом случае профили волн со временем не изменяются.
В многомерном случае решение задачи Коши также может быть разложено в бегущие волны, однако уже не в сумму, а в интеграл, поскольку направлений становится бесконечно много. Это делается элементарно при помощи преобразования Фурье

### Задача на полупрямой
Рассмотрим однородное уравнение колебаний на полупрямой {\displaystyle [0;+\infty )}
{\displaystyle u_{tt}=a^{2}u_{xx}}
с закрепленным концом:
{\displaystyle u(0,t)=0}
и начальными условиями
{\displaystyle u(x,0)=\varphi (x),\qquad u_{t}(x,0)=\psi (x)}
для того, чтобы задача имела решение, необходима согласованность начальных условий и граничного условия, а именно:
{\displaystyle \varphi (0)=0,\qquad \psi (0)=0}
Задача на полупрямой легко сводится к задаче на прямой после того, как мы антисимметрично продолжим начальные условия:
{\displaystyle \varphi (-x)=-\varphi (x),\qquad \psi (-x)=-\psi (x)\qquad \forall x\in [0,+\infty )}
В силу того, что начальные условия {\displaystyle \varphi (x),\psi (x)} — нечётные функции, логично ожидать, что и решение {\displaystyle u(x,t)} будет нечётной функцией. В этом можно непосредственно убедиться, рассмотрев решение в виде формулы Д’Аламбера. Поэтому полученное решение u(x, t) будет удовлетворять начальным условиям и граничному условию {\displaystyle u(0,t)=0} (последнее следует из нечётности функции).
Показанный приём широко используется (не только для волнового уравнения) и называется метод отражения. Например, можно рассмотреть волновое уравнение на полупрямой, но с граничным условием второго рода на конце {\displaystyle x=0}:
{\displaystyle u_{x}(0,t)=0}.
Физически условие означает, что левый конец стержня (если рассматривать систему как продольные колебания стержня) свободен, то есть на него не действует никакая сила.

## Методы решения в ограниченной одномерной области

### Метод отражений
Рассмотрим одномерное однородное волновое уравнение на отрезке {\displaystyle [0,a]}
{\displaystyle u_{tt}=a^{2}u_{xx}}
с однородными граничными условиями первого рода (то есть при закрепленных концах)
{\displaystyle u(0,t)=0\qquad u(a,t)=0}
и начальными условиями
{\displaystyle u(x,0)=\varphi (x),\quad u_{t}(x,0)=\psi (x)\qquad \forall x\in [0,a]}
При помощи метода отражения задача может быть снова сведена к задаче на прямой. В данном случае потребуется бесконечное число отражений, в итоге продолженные начальные условия будут определяться таким образом:
{\displaystyle \varphi (2na+x)=\varphi (x)\qquad \psi (2na+x)=\psi (x)\qquad \forall x\in [0,a]\quad \forall n\in Z}
{\displaystyle \varphi (2na-x)=-\varphi (x)\qquad \psi (2na-x)=-\psi (x)\qquad \forall x\in [0,a]\quad \forall n\in Z}
При рассмотрении неоднородного волнового уравнения:
{\displaystyle u_{tt}=a^{2}u_{xx}+f(x,t)}
используются ровно те же соображения, и функция {\displaystyle f(x,t)} продолжается таким же образом.

### Метод Фурье
Снова рассмотрим одномерное однородное волновое уравнение на отрезке {\displaystyle [0,l]}
{\displaystyle u_{tt}=a^{2}u_{xx}}
с однородными граничными условиями первого рода
{\displaystyle u(0,t)=0\qquad u(l,t)=0}
и начальными условиями
{\displaystyle u(x,0)=\varphi (x),\quad u_{t}(x,0)=\psi (x)\qquad \forall x\in [0,l]}
Метод Фурье основывается на представлении решения в виде (бесконечной) линейной комбинации простых решений задачи вида
{\displaystyle X(x)T(t)}, где обе функции зависят только от одной переменной.
Отсюда другое название метода — метод разделения переменных.
Нетрудно показать, что для того, чтобы функция {\displaystyle u(x,t)=X(x)T(t)} была решением уравнения колебаний и удовлетворяла граничным условиям, необходимо,
чтобы выполнялись условия
{\displaystyle X(0)=0\qquad X(l)=0}
{\displaystyle a^{2}X''(x)=-\lambda X(x)}
{\displaystyle T''(t)=-\lambda T(t)}
Решение задачи Штурма-Лиувилля на {\displaystyle X(x)} приводит к ответу:
{\displaystyle X_{n}(x)=\sin \left({\frac {\pi nx}{l}}\right)\qquad n\in \mathbf {N} }
и их собственным значениям {\displaystyle \lambda _{n}=\left({\frac {\pi na}{l}}\right)^{2}}
Соответствующие им функции {\displaystyle T} выглядят как
{\displaystyle T_{n}(t)=\alpha _{n}\sin({\sqrt {\lambda }}_{n}t)+\beta _{n}\cos({\sqrt {\lambda }}_{n}t).}
Таким образом, их линейная комбинация (при условии, что ряд сходится) является решением смешанной задачи
{\displaystyle u(x,t)=\sum _{n=1}^{+\infty }X_{n}(x)T_{n}(t)=\sum _{n=1}^{+\infty }\left(\alpha _{n}\sin({\sqrt {\lambda }}_{n}t)+\beta _{n}\cos({\sqrt {\lambda }}_{n}t)\right)\sin {\frac {\pi nx}{l}}.}
Разложив функции {\displaystyle \varphi (x),\psi (x)} в ряд Фурье, можно получить коэффициенты {\displaystyle \alpha _{n},\beta _{n}}, при которых решение будет обладать такими начальными условиями.

### Метод учёта волн

Импульс, отражающийся от закрепленных граничных концов,
упругие колебания моделируются волновым уравнением

Снова рассмотрим одномерное однородное волновое уравнение на отрезке {\displaystyle [0,a]}
{\displaystyle u_{tt}=u_{xx},}
однако на сей раз положим однородные начальные условия
{\displaystyle u(x,0)\equiv 0,\quad u_{t}(x,0)\equiv 0\qquad \forall x\in [0,a]}
и неоднородные граничные. Например, будем считать, что задана зависимость положения концов стержня от времени
(граничное условие первого рода)
{\displaystyle u(0,t)=\mu (t)\qquad u(a,t)=\nu (t)}
Решение записывается в виде
{\displaystyle u(x,t)=\sum _{k=0}^{+\infty }{\biggl [}\mu (t-x-2ka)-\mu (t+x-(2k+2)a){\biggr ]}+\sum _{k=0}^{+\infty }{\biggl [}\nu (t+x-(2k+1)a)-\nu (t-x-(2k+1)a){\biggr ]}}
В том, что оно удовлетворяет уравнению и начально-краевым условиям, можно убедиться непосредственно. Интересна интерпретация: каждое слагаемое в решении соответствует некоторому отражению одной из граничных волн. Например, левое граничное условие порождает волну вида
{\displaystyle \mu (t-x),}
которая, добегая за время а до правого конца, отражается и даёт вклад
{\displaystyle \mu (t+x-2a),}
через время а снова отражается и дает вклад
{\displaystyle \mu (t-x-2a),}
Этот процесс продолжается бесконечно долго, суммируя вклады всех волн и получаем указанное решение. Если нас интересует решение на промежутке {\displaystyle [0,T]}, то мы можем ограничиться лишь первыми {\displaystyle \lceil T/a\rceil } слагаемыми.

## Уравнение плоской электромагнитной волны
Примером физических величин, поведение которых описывается волновым уравнением, являются электрическая и магнитная компоненты электромагнитной волны.
Система уравнения Максвелла в дифференциальной форме имеет вид
{\displaystyle \operatorname {rot} \mathbf {E} =-{\frac {\partial \mathbf {B} }{\partial t}}\qquad \operatorname {div} \mathbf {D} =\rho }
{\displaystyle \operatorname {rot} \mathbf {H} =\mathbf {j} +{\frac {\partial \mathbf {D} }{\partial t}}\quad \operatorname {div} \mathbf {B} =0}.
При этом действуют соотношения {\displaystyle \mathbf {B} =\mu \mu _{0}\mathbf {H} } и {\displaystyle \mathbf {D} =\varepsilon \varepsilon _{0}\mathbf {E} }. Здесь {\displaystyle \mathbf {E} } — напряженность электрического поля, {\displaystyle \mathbf {H} } — напряженность магнитного поля, {\displaystyle \mathbf {B} } — магнитная индукция, {\displaystyle \mathbf {D} } — электрическое смещение, {\displaystyle \mathbf {j} } — плотность тока, {\displaystyle \rho } — плотность заряда, {\displaystyle \mu } — магнитная проницаемость, {\displaystyle \varepsilon } — диэлектрическая проницаемость, {\displaystyle \mu _{0}} — магнитная постоянная, {\displaystyle \varepsilon _{0}} — электрическая постоянная.
Для электромагнитной волны {\displaystyle \mathbf {j} =0}, {\displaystyle \rho =0}, поэтому, если среда однородна, уравнения принимают форму
{\displaystyle \varepsilon \varepsilon _{0}\operatorname {div} \mathbf {E} =0}
{\displaystyle \operatorname {rot} \mathbf {H} ={\frac {\partial \mathbf {D} }{\partial t}}}.
Предполагая, что волна распространяется в направлении X, а колебания вектора {\displaystyle \mathbf {E} } происходят в направлении Y, отсюда можно вывести волновое уравнение для составляющей {\displaystyle E_{y}} и аналогичное уравнение для {\displaystyle H_{z}}:
{\displaystyle \operatorname {rot} } — ротор, дифференциальный оператор,  {\displaystyle \operatorname {rot} \mathbf {E} =\mathbf {\nabla } \times \mathbf {E} ={\begin{vmatrix}\mathbf {i} &\mathbf {j} &\mathbf {k} \\{\frac {\partial }{\partial x}}&{\frac {\partial }{\partial y}}&{\frac {\partial }{\partial z}}\\E_{x}&E_{y}&E_{z}\end{vmatrix}}=\left({\frac {\partial E_{z}}{\partial y}}-{\frac {\partial E_{y}}{\partial z}}\right)\mathbf {i} +\left({\frac {\partial E_{x}}{\partial z}}-{\frac {\partial E_{z}}{\partial x}}\right)\mathbf {j} +\left({\frac {\partial E_{y}}{\partial x}}-{\frac {\partial E_{x}}{\partial y}}\right)\mathbf {k} }
{\displaystyle \operatorname {div} } — дивергенция, дифференциальный,  {\displaystyle \operatorname {div} \mathbf {E} =\nabla \cdot \mathbf {E} ={\frac {\partial E_{x}}{\partial x}}+{\frac {\partial E_{y}}{\partial y}}+{\frac {\partial E_{z}}{\partial z}}}
{\displaystyle \Delta } — оператор Лапласа,  {\displaystyle \Delta \mathbf {E} =\Delta E_{x}\mathbf {i} +\Delta E_{y}\mathbf {j} +\Delta E_{z}\mathbf {k} } ,  {\displaystyle \Delta ={\frac {\partial ^{2}}{\partial x^{2}}}+{\frac {\partial ^{2}}{\partial y^{2}}}+{\frac {\partial ^{2}}{\partial z^{2}}}}
Согласно свойству ротора векторного поля {\displaystyle \operatorname {rot} \operatorname {rot} \mathbf {E} =\mathbf {\operatorname {grad} } (\operatorname {div} \mathbf {E} )-\Delta E}. Подставив сюда {\displaystyle \operatorname {rot} \mathbf {E} =-{\frac {\partial \mathbf {B} }{\partial t}}} и {\displaystyle \operatorname {div} \mathbf {E} =0} , получим:
{\displaystyle \operatorname {rot} \left(-{\frac {\partial \mathbf {B} }{\partial t}}\right)=-\Delta \mathbf {E} }
Далее имеем цепочку равенств:
{\displaystyle \Delta \mathbf {E} =\operatorname {rot} {\frac {\partial \mathbf {B} }{\partial t}}={\frac {\partial }{\partial t}}\operatorname {rot} \mathbf {B} =\mu \mu _{0}{\frac {\partial }{\partial t}}\operatorname {rot} \mathbf {H} }
Подставляем сюда из уравнений Максвелла {\displaystyle \operatorname {rot} \mathbf {H} ={\frac {\partial \mathbf {D} }{\partial t}}} , получаем:
{\displaystyle \Delta \mathbf {E} =\mu \mu _{0}{\frac {\partial }{\partial t}}\left({\frac {\partial \mathbf {D} }{\partial t}}\right)=\mu \mu _{0}{\partial ^{2}\mathbf {D}  \over \partial t^{2}}=\mu \mu _{0}\varepsilon \varepsilon _{0}{\partial ^{2}\mathbf {E}  \over \partial t^{2}}}
Введя обозначение скорости распространения {\displaystyle v=1/{\sqrt {\mu \mu _{0}\epsilon \epsilon _{0}}}}, записываем:
{\displaystyle \Delta E_{x}\mathbf {i} +\Delta E_{y}\mathbf {j} +\Delta E_{z}\mathbf {k} ={\frac {1}{v^{2}}}{\partial ^{2} \over \partial t^{2}}(E_{x}\mathbf {i} +E_{y}\mathbf {j} +E_{z}\mathbf {k} )}
Вектор {\displaystyle \mathbf {E} } колеблется в плоскости {\displaystyle XY} перпендикулярно оси {\displaystyle X}, поэтому {\displaystyle E_{x}=E_{z}=0}.
{\displaystyle \Delta E_{y}={\frac {1}{v^{2}}}{\partial ^{2}E_{y} \over \partial t^{2}}}
{\displaystyle {\frac {\partial ^{2}E_{y}}{\partial x^{2}}}+{\frac {\partial ^{2}E_{y}}{\partial y^{2}}}+{\frac {\partial ^{2}E_{y}}{\partial z^{2}}}={\frac {1}{v^{2}}}{\partial ^{2}E_{y} \over \partial t^{2}}}
Волна распространяется вдоль оси {\displaystyle X}, поэтому {\displaystyle \mathbf {E} } не зависит от координат {\displaystyle y} и {\displaystyle z}:
{\displaystyle {\frac {\partial ^{2}E_{y}}{\partial x^{2}}}={\frac {1}{v^{2}}}{\partial ^{2}E_{y} \over \partial t^{2}}}.
Аналогичное рассматривается поведение напряжённости магнитного поля {\displaystyle \mathbf {H} }
{\displaystyle {\frac {\partial ^{2}E_{y}}{\partial x^{2}}}={\frac {1}{v^{2}}}{\partial ^{2}E_{y} \over \partial t^{2}}\qquad v={\frac {1}{\sqrt {\mu \mu _{0}\epsilon \epsilon _{0}}}}}
{\displaystyle {\frac {\partial ^{2}H_{z}}{\partial x^{2}}}={\frac {1}{v^{2}}}{\partial ^{2}H_{z} \over \partial t^{2}}}.
Простейшим решением этих уравнений будут функции:
{\displaystyle E_{y}=E_{m}\cos(\omega t-kx)}
{\displaystyle H_{z}=H_{m}\cos(\omega t-kx)},
где {\displaystyle k} — волновое число. Найдём его, подставив решение в волновое уравнение:
{\displaystyle E_{m}k^{2}\cos(\omega t-kx)={\frac {1}{v^{2}}}E_{m}\omega ^{2}\cos(\omega t-kx)}
Отсюда получается, что {\displaystyle k=\omega /v}.
Отношение амплитуд электрической и магнитной составляющих электромагнитной волны может быть определено с использованием уравнений 
{\displaystyle \operatorname {rot} \mathbf {E} =-\mu \mu _{0}{\frac {\partial \mathbf {H} }{\partial t}}\qquad \operatorname {rot} \mathbf {H} =\varepsilon \varepsilon _{0}{\frac {\partial \mathbf {E} }{\partial t}}}.
Подставляя сюда выписанные выше решения для полей, приходим к двум соотношениям:
В самом общем виде уравнение для {\displaystyle \operatorname {rot} \mathbf {E} } расписывается как
{\displaystyle \left({\frac {\partial E_{z}}{\partial y}}-{\frac {\partial E_{y}}{\partial z}}\right)\mathbf {i} +\left({\frac {\partial E_{x}}{\partial z}}-{\frac {\partial E_{z}}{\partial x}}\right)\mathbf {j} +\left({\frac {\partial E_{y}}{\partial x}}-{\frac {\partial E_{x}}{\partial y}}\right)\mathbf {k} =-\mu \mu _{0}{\frac {\partial }{\partial t}}(H_{x}\mathbf {i} +H_{y}\mathbf {j} +H_{z}\mathbf {k} )},
а уравнение для {\displaystyle \operatorname {rot} \mathbf {H} } — как
{\displaystyle \left({\frac {\partial H_{z}}{\partial y}}-{\frac {\partial H_{y}}{\partial z}}\right)\mathbf {i} +\left({\frac {\partial H_{x}}{\partial z}}-{\frac {\partial H_{z}}{\partial x}}\right)\mathbf {j} +\left({\frac {\partial H_{y}}{\partial x}}-{\frac {\partial H_{x}}{\partial y}}\right)\mathbf {k} =\varepsilon \varepsilon _{0}{\frac {\partial }{\partial t}}(E_{x}\mathbf {i} +E_{y}\mathbf {j} +E_{z}\mathbf {k} )}
Волна движется вдоль оси {\displaystyle X}, поэтому производные по {\displaystyle \partial x} и {\displaystyle \partial z} равны нулю.
{\displaystyle \mathbf {E} } распространяется в плоскости {\displaystyle XY} перпендикулярно {\displaystyle X} поэтому {\displaystyle E_{x}=E_{z}=0}
{\displaystyle \mathbf {H} } распространяется в плоскости {\displaystyle XZ} перпендикулярно {\displaystyle X} поэтому {\displaystyle H_{x}=H_{y}=0}
В связи с этим записть радикально упрощается, а именно получаются формулы
{\displaystyle {\frac {\partial E_{y}}{\partial x}}=-\mu \mu _{0}{\frac {\partial H_{z}}{\partial t}}\qquad {\frac {\partial H_{z}}{\partial x}}=-\varepsilon \varepsilon _{0}{\frac {\partial E_{y}}{\partial t}}}.
Подставив сюда решения
{\displaystyle E_{y}=E_{m}\cos(\omega t-kx)}
{\displaystyle H_{z}=H_{m}\cos(\omega t-kx)},
получаем
{\displaystyle E_{m}k\sin(\omega t-kx)=\mu \mu _{0}H_{m}\omega \sin(\omega t-kx)}
{\displaystyle H_{m}k\sin(\omega t-kx)=\varepsilon \varepsilon _{0}E_{m}\omega \sin(\omega t-kx)}
что после сокращения синусов даёт выражения основного текста.
{\displaystyle E_{m}k=\mu \mu _{0}H_{m}\omega }
{\displaystyle \varepsilon \varepsilon _{0}E_{m}\omega =H_{m}k}
Если умножить одно на другое, получится связь амплитуд:
{\displaystyle \varepsilon \varepsilon _{0}E_{m}^{2}k\omega =\mu \mu _{0}H_{m}^{2}k\omega }.
В случае вакуума ({\displaystyle c} — скорость света в вакууме):
{\displaystyle {\frac {E_{m}}{H_{m}}}={\sqrt {\frac {\mu _{0}}{\varepsilon _{0}}}}={\sqrt {(4\pi 10^{-7})(4\pi c^{2}10^{7})}}=120\pi \approx 377} Ом.